# Alois Kostner

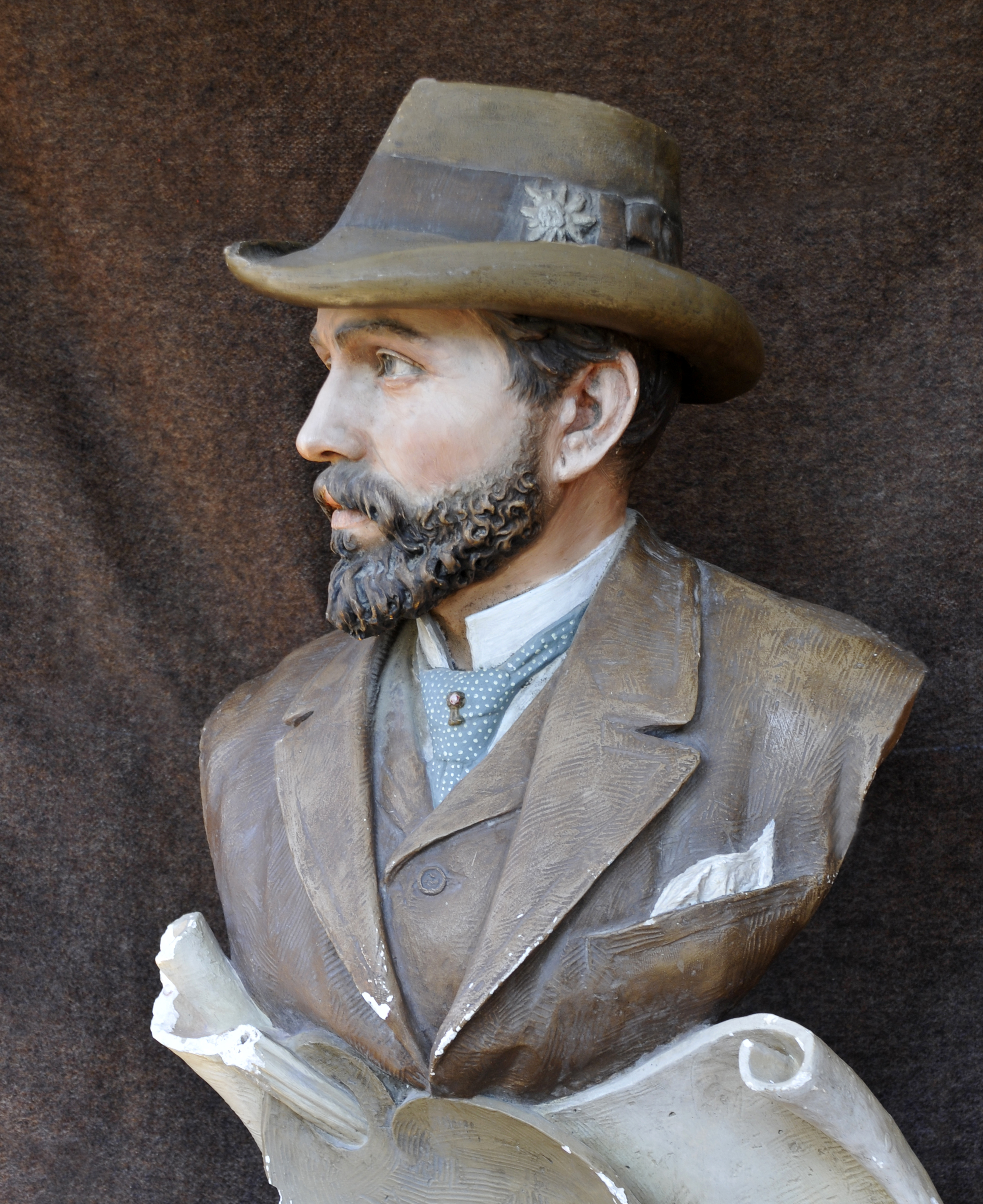
Gipsporträt des Malers Alois Kostner um 1890

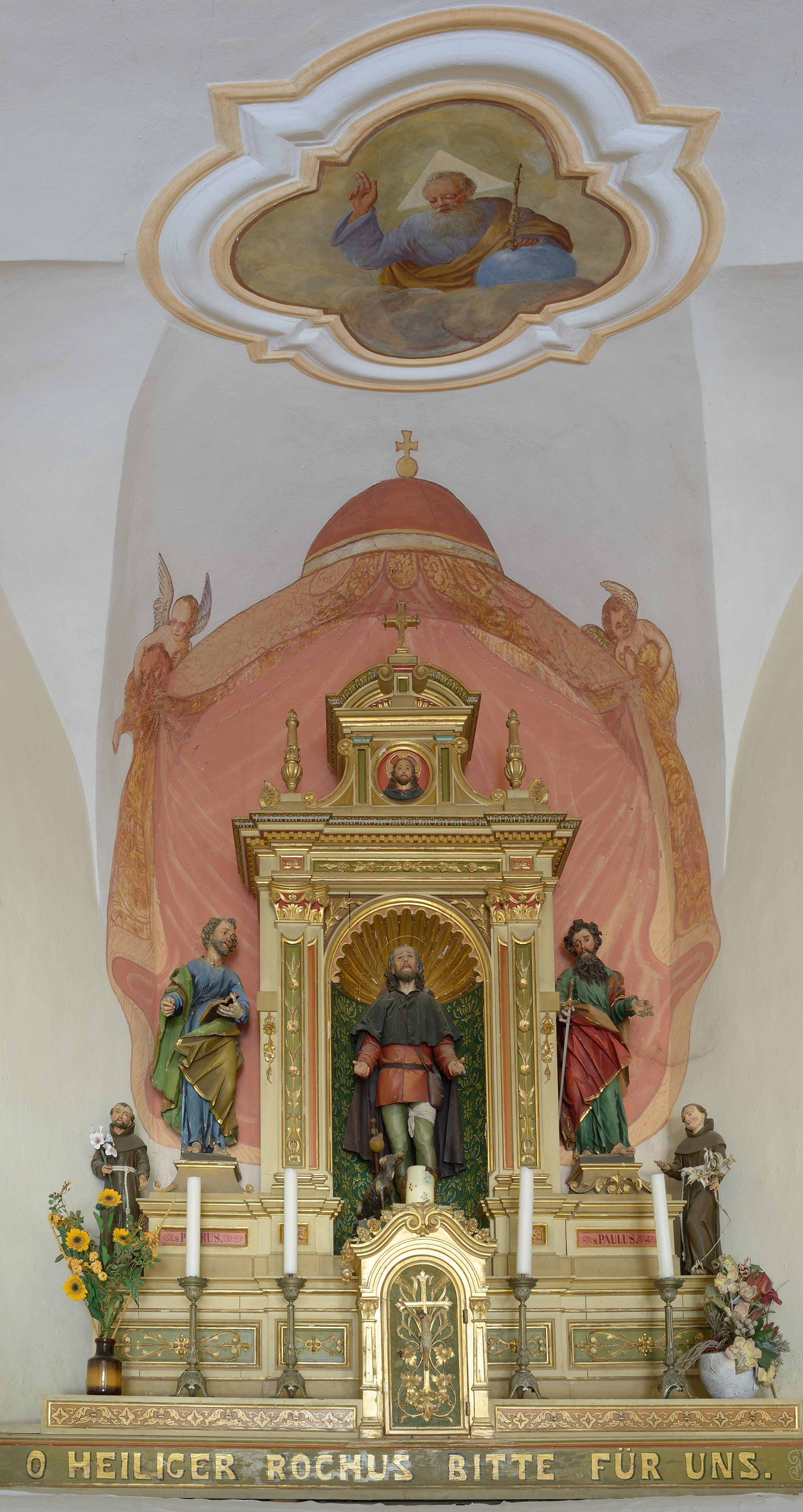
Altar in der St. Rochus Kapelle in Fonteklar Lajen gefasst und vergoldet von Alois Kostner

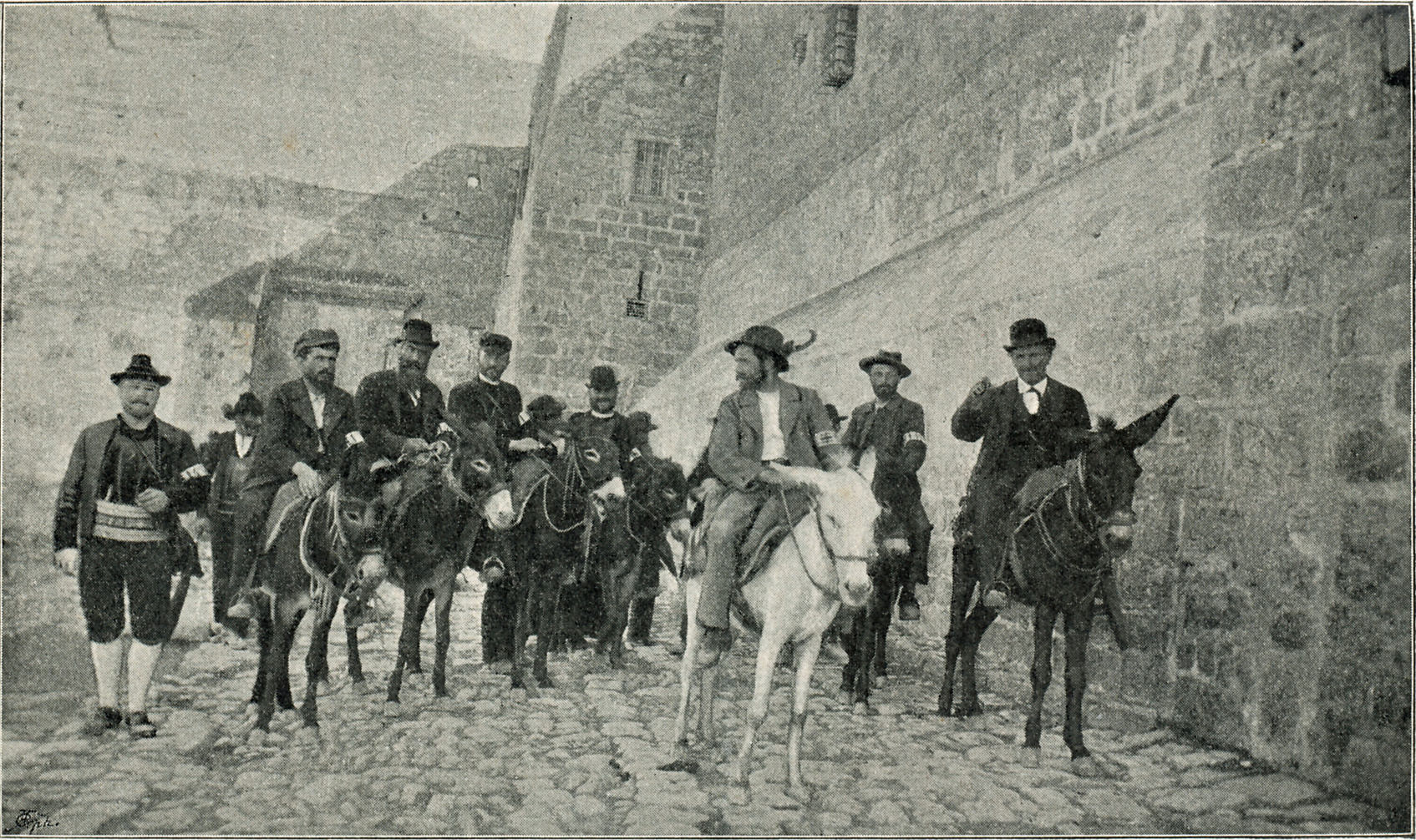
Zu Pferd v. l. n. r. Alois Kostner, Dr. Conrad Moroder, Curat F. Anderlan

Alois Kostner, auch Luis Moler genannt, (* 8. Mai 1856 in Stern/La Ila, Gadertal; † 29. Mai 1918 in St. Ulrich in Gröden) war ein Grödner Fassmaler.

## Biographie
Kostner begann mit 16 Jahren seine Lehre in Plan bei Wolkenstein, besuchte die Kunstschule in St. Ulrich und ging 1879 nach München, wo er eine Weiterbildung als Vergolder genoss.
Die Mutter Genoveffa Sefa dala Cazines wohnte im Hof Planaces in St. Ulrich und war wegen ihrer Kunst als Strickerin von Trachtenmützen bekannt.
1883 kaufte Kostner das Haus Pana an der Panabrücke in St. Ulrich von der Familie Pertan. Er heiratete Frau Johanna Stuflesser-Petlin, die Schwester des Altarbauers Ferdinand Stuflesser am 23. April 1883 und hatte fünf Kinder: Johann, Marianna, Ferdinand, Engl und Franziska.
Kostner erweiterte das Pana-Haus und baute noch zwei Häuser dazu, wo er die größte Malerwerkstatt St. Ulrichs betrieb. Er fertigte Kircheneinrichtungen, zusammen mit dem Schwager Ferdinand Stuflesser, die sie in die gesamte Welt vertrieben.
Er pilgerte im Jahr 1898 mit 500 Tirolern nach Jerusalem. Von seiner Pilgerfahrt ins Heilige Land brachte er Reliquien mit, die er in einer holzgeschnitzten Madonnenstatue am Hochaltar der Pfarrkirche seines Geburtsortes Stern im Gadertal einbauen ließ.
1908 finanzierte Kostner den Bau des neuen Schulgebäudes der Barmherzigen Schwestern in Bozen und wurde deshalb mit der päpstlichen Medaille Pro Ecclesia et Pontifice ausgezeichnet.
Wie viele Maler im 20. Jahrhundert war Kostner auch Fotograf und hinterließ eine Sammlung von Aufnahmen vieler Grödner Bauernhöfe.

## Werke

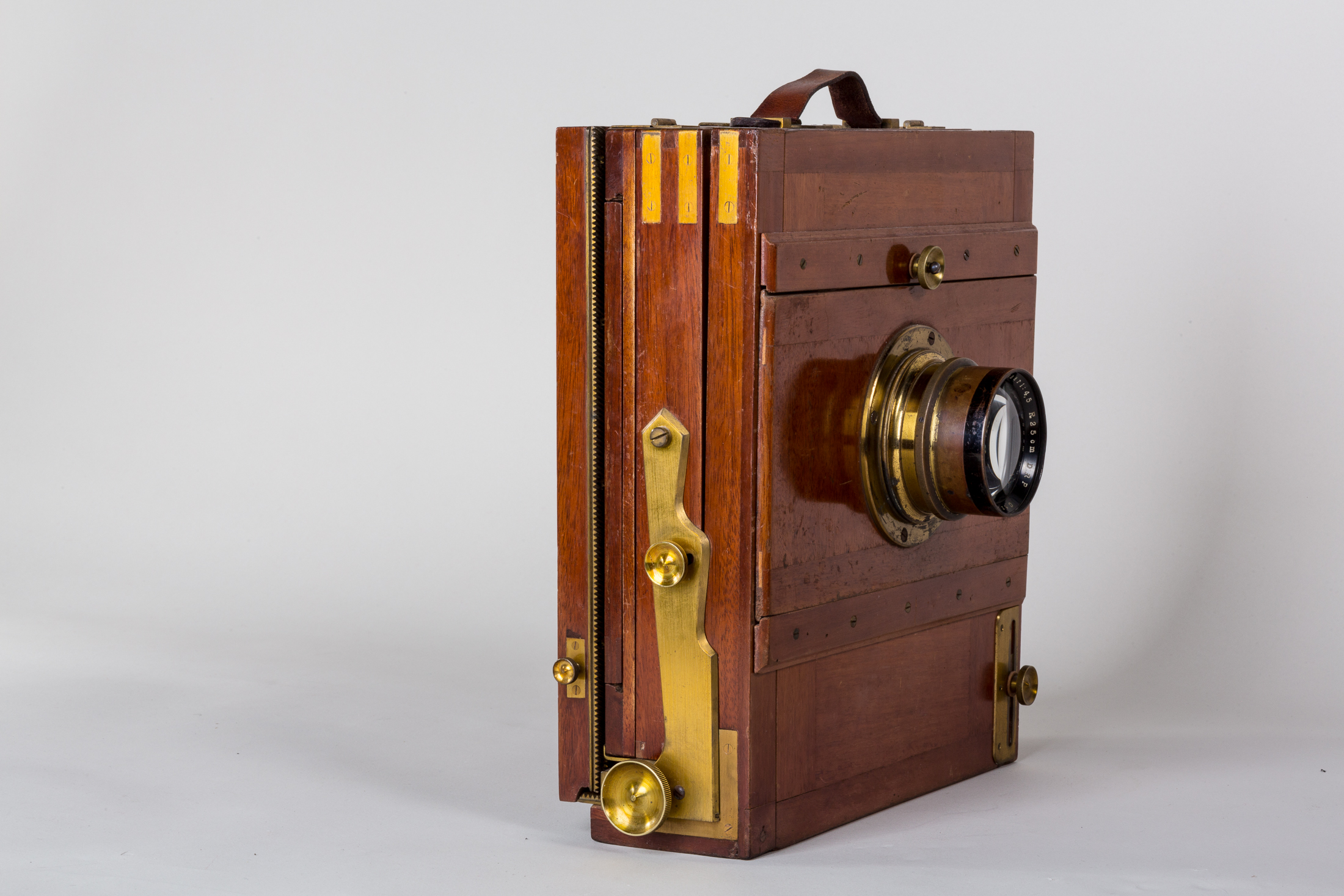
Diese Art Kamera wurde von Alois Kostner benutzt

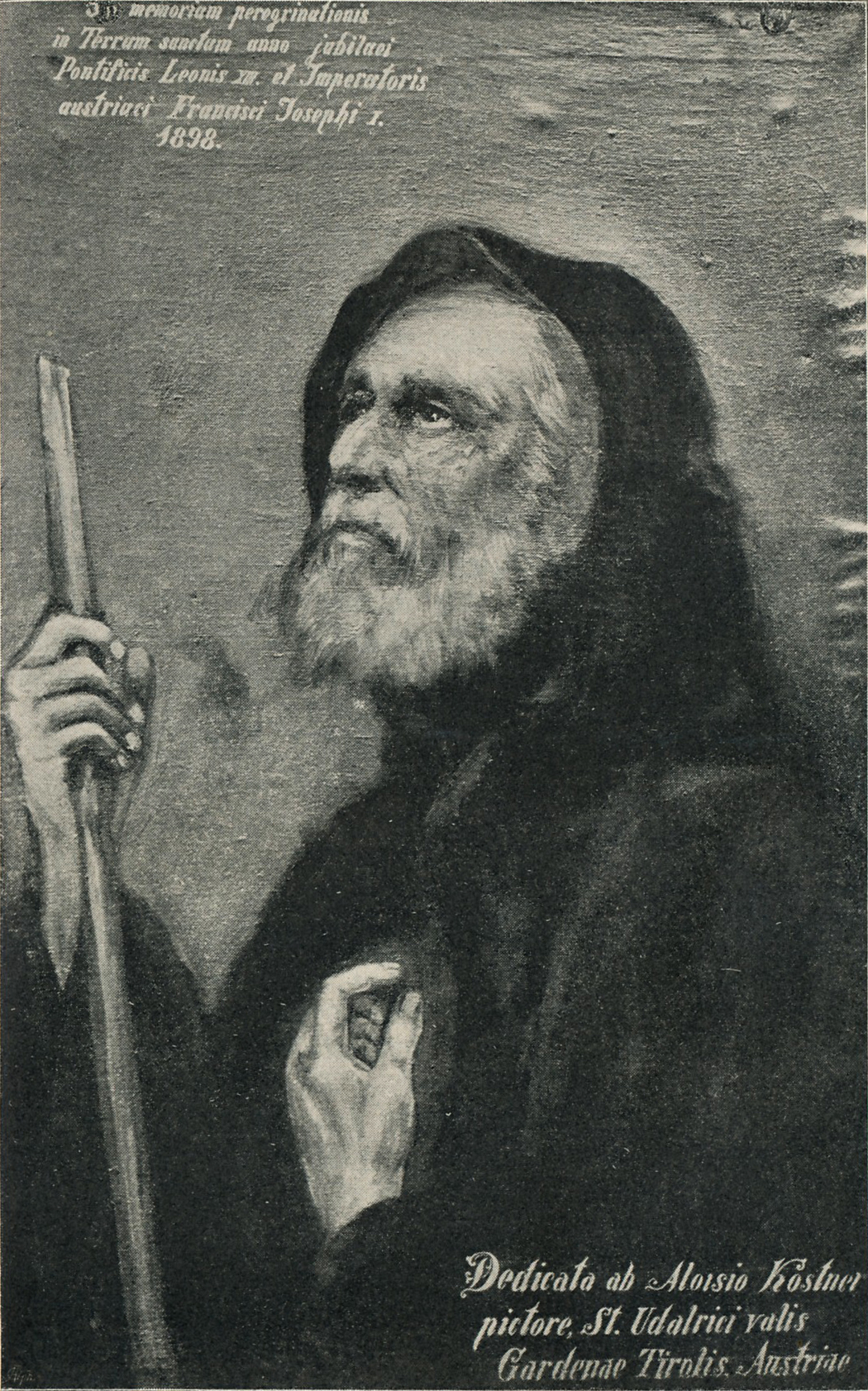
Gemälde eines Pilgers von Alois Kostner im Österreichischen Ospiz in Jerusalem

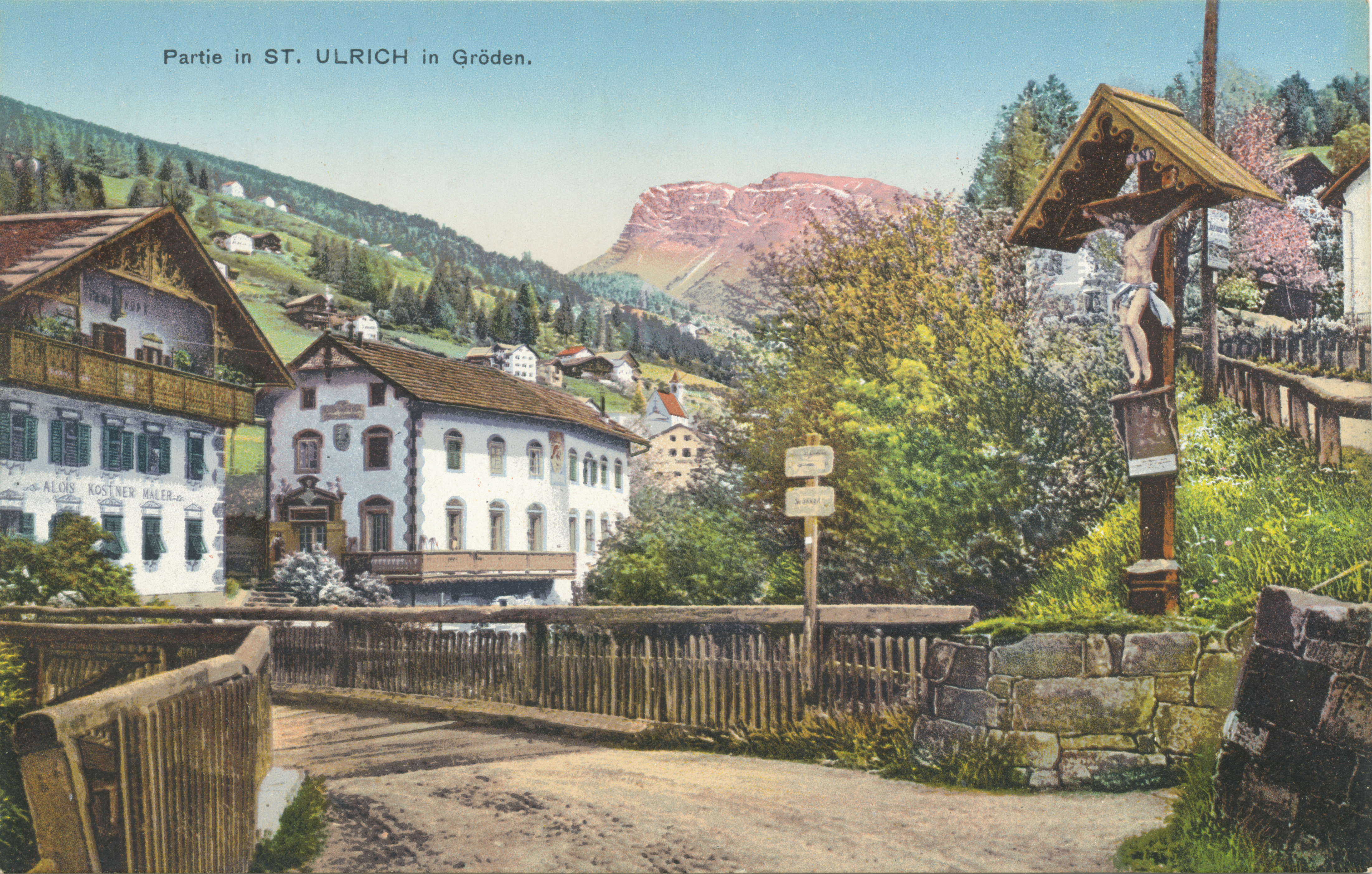
Pana oder Pertan Häuser mit Werkstätte erbaut von Alois Kostner in St. Ulrich in Gröden.

- in Jerusalem im Österreichischen Hospiz Gemälde eines Pilgers.